# Илия Христофоров
Илия Христофоров е български учител и общественик, деец на късното българско възраждане в Македония.

## Биография
Илия Христофоров е роден в 1877 година в град Радовиш, Османската империя, днес Северна Македония. В 1898 година завършва с тринадесетия випуск Солунската българска мъжка гимназия. Учи в Софийския университет и става деец на ВМОК и ВМОРО. От 1902 до 1910 г. и в 1911/1912 учебна година преподава в Солунската гимназия. Преследван е от властите. След Младотурската революция в 1908 година става деец на Съюза на българските конституционни клубове и е избран за делегат на неговия Учредителен конгрес от Радовиш.
След това емигрира в България и се установява в Кюстендил, където преподава в местната гимназия. Участва като делегат от Радовишкото благотворително братство в обединителния конгрес на Македонската федеративна организация и Съюза на македонските емигрантски организации от януари 1923 година. През 1926 година е подпредседател на братството.
Участва в дейността на Илинденската организация.
Умира в София в 1953 година.
Дъщерите му, Вяра и Елена, завършват Софийския университет. Вяра химия в 1935 година, а Елена медицина в 1937 година.